# Полноценная монета
Полноценная, полновесная или банковская (банковая) монета — металлическая монета, номинал которой соответствует стоимости содержащегося в ней металла.

## Описание
Две основные функции денег — мера стоимости и средство обращения — в принципе независимы, но для нормального функционирования денежной системы должны быть как-то связаны. Часто связь между абстрактной единицей стоимости и конкретной курсовой монетой устанавливалась правительственным указом, который можно рассматривать как декларацию содержания драгоценного металла в абстрактной денежной единице. Однако, установленное соответствие между абстрактной единицей стоимости и конкретным средством платежа не может продолжаться долго (среди причин — и порча монеты правительством, и обрезывание монеты населением, и, в случае обращения монет из разных металлов, изменение относительной стоимости этих металлов). Поэтому периодически правительство отсоединяло старые монеты от абстрактной денежной единицы и сопоставляло с ней новые монеты, обычно с меньшим содержанием драгоценного металла.
В процессе смены привязки абстрактной денежной единицы к конкретной монете в обороте оказывались два типа монет:
- старые «полновесные» («тяжёлые», с бо́льшим содержанием металла в виде более высокого веса или пробы);
- новые «легковесные».

Если разница старой и новой монеты в весе была существенной, в ситуации товарных денег полновесные монеты быстро выходили из обращения, так как их стоимость в новых условиях была выше номинала; эти монеты потому имело смысл не использовать в обороте, а вывезти за границу, где обменный курс устанавливался по весу металла, или попросту переплавить для изготовления большего числа новых монет. Часто государство предоставляло возможность обмена старых монет на новые с учётом количества драгоценного металла (но за вычетом сеньоража). Выгоду из этой ситуации извлекали крупные рыночные игроки, которые имели как инструменты для определения содержания драгоценного металла в монете, так и возможности для использования денег как товара. Обычные люди были вынуждены принимать монеты по номиналу, поскольку им было трудно отличить полновесные монеты от легковесных. Вымывание полноценной монеты не наблюдалось при малом изменении веса, так, при изменении веса чистого серебра в стювере в Голландской республике с 0,535 грамма (1608—1610 годы) до 0,509 грамма (1614—1620 годы) старые монеты не вышли из обращения.

## В культуре
Во французском языке со Средневековья сохранилось выражение, «оплата звонкой и полновесной монетой» (фр. payer en monnaie sonnante et trébuchante, словом фр. sonnante, «звонкая», французы обозначают монету высокой пробы). В современном французском это выражение примерно эквивалентно переносному смыслу русского выражения «оплатить сполна».